# Albert II (roi des Belges)
Pour les articles homonymes, voir Albert et Albert II.
Albert II, né le 6 juin 1934 au château du Stuyvenberg, à Laeken, est le sixième roi des Belges, du 9 août 1993, à la suite de la mort de son frère Baudouin, jusqu'à son abdication le 21 juillet 2013.
Second fils du roi Léopold III et de la reine Astrid, couple dont il est le dernier enfant encore vivant, Albert de Belgique, titré prince de Liège à la naissance, est le frère cadet de la grande-duchesse Joséphine-Charlotte et de Baudouin. La mort tragique de sa mère la reine Astrid en 1935 le marque durablement.
Lors de la Seconde Guerre mondiale, après un bref exode en 1940, les enfants royaux, placés sous l'autorité du comte Gatien du Parc Locmaria, reviennent d'Espagne en Belgique. En 1944, le prince Albert et les siens sont, sur ordre de Himmler, déportés en Saxe, puis en Autriche, où ils sont libérés par l'armée américaine en 1945. Durant la question royale, qui divise la Belgique au sujet du retour du roi dans son pays, la famille royale belge vit en exil durant cinq ans en Suisse, à Pregny, avant de revenir en Belgique en 1950. Le roi Léopold III abdique l'année suivante et son fils Baudouin devient le cinquième roi des Belges.
En 1959, le prince épouse à Bruxelles Paola Ruffo di Calabria, issue d'une famille princière italienne. Ils s’installent au château du Belvédère. À la suite de l'absence d'héritier du couple royal formé par le roi Baudouin et la reine Fabiola, ce sont le prince Albert et la princesse Paola qui vont assurer l'avenir de la dynastie grâce à leurs trois enfants : Philippe (né en 1960), Astrid (née en 1962) et Laurent (né en 1963).
À partir de 1962, président d'honneur de l’Office belge du commerce extérieur, le prince de Liège effectue plus d'une centaine de missions économiques dans le monde et entre en contact avec de nombreux chefs-d’État, comme le président Kennedy ou l'empereur du Japon. Il visite également régulièrement des entreprises en Belgique. Parallèlement à ses activités dans le domaine entrepreneurial, le roi mène des actions en faveur de l'environnement et participe à ce titre à plusieurs conférences internationales, comme en 1972 où il préside la délégation belge à la Conférence des Nations unies sur l'environnement de Stockholm.
La mort inopinée de son frère le roi Baudouin en 1993 le conduit à devenir, à 59 ans, le sixième roi des Belges. Le 9 août 1993, il prête serment devant les Chambres réunies en néerlandais, en français et en allemand. Premier souverain de l'état fédéral belge, il estime qu'à ce titre, son rôle est d'encourager et de soutenir l'entente entre le niveau fédéral, les trois Régions et les trois Communautés linguistiques.
Les crises politiques que connaît la Belgique de 2007 à 2011 incitent le souverain à exercer un rôle de médiateur et à s'imposer comme un acteur de premier plan, tout en demeurant dans les limites fixées par son statut de roi fédéral. Sur le plan des relations extérieures, Albert II profite de son règne pour mettre en avant la Belgique sur la scène internationale en effectuant et recevant de nombreuses visites d'État.
Après un règne de vingt ans, le 3 juillet 2013, le roi annonce sa décision d'abdiquer le 21 juillet suivant, jour de la fête nationale belge. Son fils aîné, le prince Philippe, duc de Brabant, lui succède comme septième roi des Belges.

## Biographie

### Enfance et adolescence (1934-1951)

#### Contexte familial
Albert Félix Humbert Théodore Christian Eugène Marie de Belgique né le 6 juin 1934 au château du Stuyvenberg, domaine de Laeken, Albert, prince de Liège dès la naissance, est le second fils de Léopold III et de la reine Astrid. Il a une sœur aînée Joséphine-Charlotte, et un frère aîné, Baudouin. Le 28 juin 1934, lors de son baptême à l'église royale Saint-Jacques-sur-Coudenberg à Bruxelles, il reçoit comme prénom celui de son grand-père le roi Albert Ier mort trois mois avant sa naissance. Son parrain est le prince consort de Luxembourg Félix de Bourbon-Parme et sa marraine est sa grand-mère maternelle la princesse Ingeborg de Danemark.
Son enfance est marquée par la mort dans un accident de la route de sa mère, la reine Astrid, le 29 août 1935, à Küssnacht, en Suisse. Après l'annonce de la mort de sa bru, la reine Élisabeth, veuve du roi Albert Ier et grand-mère paternelle du prince Albert, rentre immédiatement de Naples où elle séjournait depuis plusieurs mois auprès de sa fille Marie-José. Élisabeth revient s'installer au château de Laeken, où le roi Léopold III et ses enfants sont maintenant établis après avoir quitté le Stuyvenberg. Elle consacre désormais plus de temps à ses petits-enfants devenus subitement orphelins.
En 1939, une rumeur prétend que le prince Albert est muet. Afin d'apporter un démenti manifeste, le roi lui fait prononcer le discours d'ouverture de l'exposition internationale de la technique de l'eau à Liège.

#### Seconde Guerre mondiale

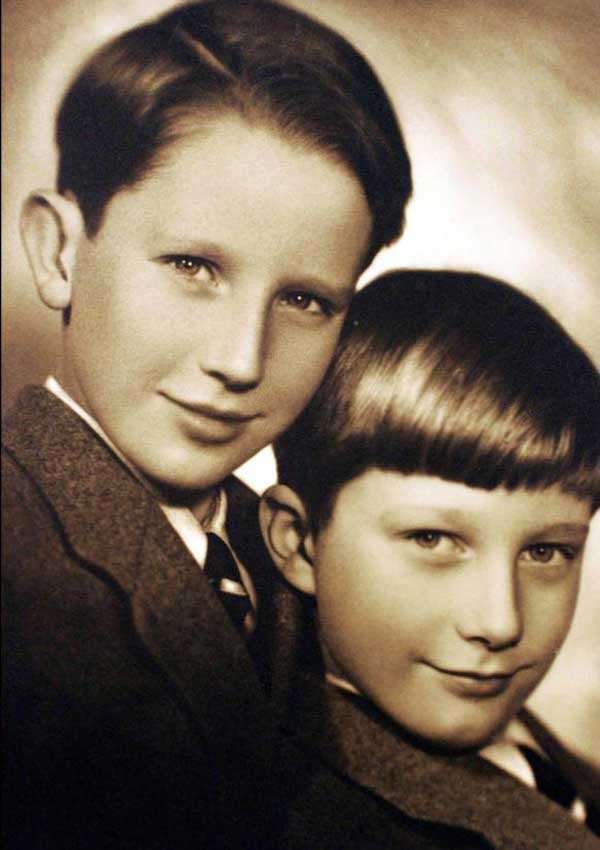
Les princes Baudouin et Albert en 1940.

L'année suivante, alors qu'Albert va avoir six ans, la Seconde Guerre mondiale éclate en Belgique le 10 mai 1940. Le conflit est vécu par la famille royale d'abord dans le cadre d'un bref exode qui débute à La Panne et se poursuit en France, au château de Montal, dans le Lot, puis, après la défaite française, en Espagne car le roi Léopold III a voulu soustraire ses trois enfants, à l'invasion allemande de la Belgique en les évacuant sous la houlette de personnes de confiance, parmi lesquelles Gatien du Parc Locmaria. Alors que le roi s'est constitué prisonnier à Laeken depuis la capitulation de l'armée belge le 28 mai, les enfants royaux reviennent en Belgique le 2 août.
Le roi se remarie le 11 septembre 1941 avec Lilian Baels, titrée princesse de Réthy. Comme l'affirme l'historien Olivier Defrance, tous les témoignages sont unanimes : Baudouin et Albert accueillent au mieux leur belle-mère et l'appellent même « Maman ». Le roi se réjouit de voir que ses fils sont favorablement transformés par cette nouvelle présence. Le 18 juillet 1942, Lilian met au monde un fils : Alexandre. Si le roi s'est remarié, ses enfants ne vivent pas en permanence au château de Laeken, tandis que Joséphine-Charlotte, entre ses séjours en Italie, regagne sa pension de l'institution de la Vierge Fidèle à Bruxelles, ses frères passent la majeure partie de leur temps au château de Ciergnon, sous la direction de leur gouverneur le comte Gatien du Parc de Locmaria et ne vivent à Laeken que durant les week-ends et les vacances. Le prince Albert bénéficie, jusqu'en 1944, de sa propre gouvernante, Maria Kruyfhooft.
Le 6 juin 1944, jour du dixième anniversaire du jeune prince Albert qui souffre des oreillons, est aussi la date du débarquement de Normandie. Le soir même du débarquement, le colonel Werner Kiewitz, représentant personnel de Hitler et officier de liaison auprès de Léopold III, informe le roi que la famille royale doit, selon les ordres du Reichsführer-SS Heinrich Himmler, être déportée en Allemagne. Le roi Léopold doit partir seul de Laeken, tandis que ses fils qui se trouvent dans la résidence royale de Ciergnon sont conduits à Laeken, sans voir leur père déjà emmené vers l'Allemagne. Le 9 juin, un deuxième convoi quitte la Belgique. Ce convoi est composé de la princesse Lilian, des quatre enfants, de deux collaborateurs du roi (son secrétaire privé, Willy Weemaes et le gouverneur des princes Gatien du Parc) et de trois dames chargées d'encadrer les enfants. À l'issue de ce voyage forcé, sa famille rejoint le roi prisonnier,. Himmler ordonne que la famille soit gardée dans la forteresse de Hirschstein, près de Dresde, en Saxe où elle demeure captive depuis l’été jusqu’à la fin de l’hiver 1944-1945, avant d'être conduite, le 7 mars 1945 à Strobl, près de Salzbourg, en Autriche. Entretemps, en septembre 1944, la Belgique est libérée et le gouvernement Pierlot a confié la régence du royaume au prince Charles, frère du roi Léopold III. Léopold III et sa famille sont libérés le 7 mai 1945 par les troupes de l'armée américaine. De mai à août 1945, le roi Léopold reste l'hôte imposé par les troupes américaines à l'Autriche. En juin 1945, le roi annonce son intention de rentrer avec les siens à Laeken, mais le retour au pays est impossible car le gouvernement belge refuse d'en porter la responsabilité politique.

#### Exil en Suisse

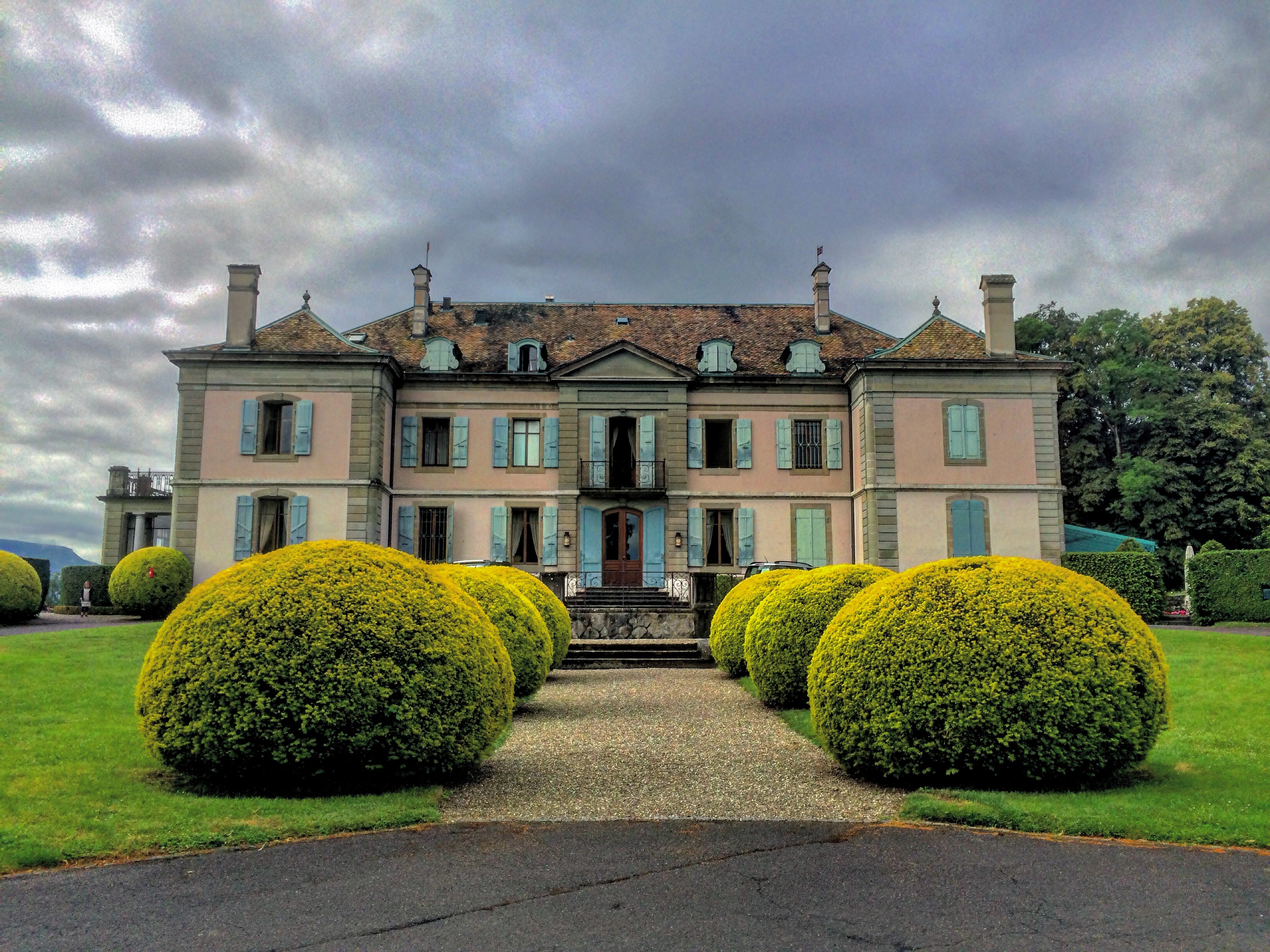
La façade nord du château du Reposoir.

Les divergences de vues entre le monarque et le gouvernement belge, dans le cadre de la question royale, obligent donc la famille à s'exiler en Suisse, pays neutre, à partir du 3 octobre 1945 au château du Reposoir, à Pregny, sur la rive droite du Léman, où elle reste jusqu'en juillet 1950. Pendant l'exil en Suisse, Albert et Baudouin sont initialement éduqués dans un établissement à Genève nommé La Châtaigneraie, avant quelques mois plus tard, de rejoindre l'institut Le Rosey à Rolle, dans le canton de Vaud,. Ensuite, Albert étudie, en qualité d'élève interne durant quelques mois jusqu'à la Noël 1947, au collège privé Saint-Michel de Fribourg, avant d'être inscrit, en 1949, au collège Calvin à Genève,. Dès 1947, alors que la Belgique est toujours sous la régence du prince Charles, l'ambassade américaine à Bruxelles commence à envisager la succession du roi Léopold III : si Baudouin est considéré comme trop influencé par son père et manquant de personnalité, Albert est jugé comme un garçon « avec plus de caractère, une meilleure attitude, plus malléable et intelligent. »
Le 22 juillet 1950, le roi et ses deux fils reviennent en Belgique, où Lilian, Joséphine-Charlotte et Alexandre les rejoignent trois semaines plus tard,. Le 11 août 1950, le frère aîné d'Albert, Baudouin, duc de Brabant, prête serment en qualité de prince royal avant de devenir le cinquième roi des Belges le 17 juillet 1951, le lendemain de l'abdication de son père, le roi Léopold III. Le prince Albert devient dès lors prince héritier de Belgique,.

### Prince héritier au service de la couronne (1951-1993)

#### Retour à Laeken sous le nouveau règne
Sur le plan privé, la reine Élisabeth s'étant installée depuis 1950 au château du Stuyvenberg, Léopold III, Lilian, Joséphine-Charlotte, Baudouin, Albert et Alexandre demeurent ensemble au château de Laeken. Si l'opposition socialiste souhaite vivement que Léopold et Lilian quittent le pays, le Parti social-chrétien au pouvoir préfère la présence en Belgique de son ancien roi. Baudouin éprouve une vénération pour son père qui continue à exercer une influence politique réelle. Cette influence paternelle s'exerce également dans les relations internationales et incite Baudouin à refuser d'assister aux funérailles du roi George VI qui jadis avait critiqué l'attitude de son père lors de l'occupation allemande. Cette décision est considérée comme un affront à Londres et s'inscrivant à l'encontre de la politique extérieure belge. La presse française et britannique critique vivement l'attitude du roi Baudouin pour son absence. Le quotidien belge Le Soir partage l'avis de ses confrères étrangers en écrivant que le roi Baudouin, en épousant si fidèlement les griefs de son père envers le défunt roi de Grande-Bretagne, renforce l'idée qu'en dépit de ses assurances formelles, Léopold III n'a pas renoncé à régner par personne interposée. Finalement, c'est le prince Albert qui représente la famille royale belge à Londres le 15 février 1952.
Entretemps la famille royale s'agrandit par les naissances de deux filles du roi et de la princesse Lilian : Marie-Christine, née le 6 février 1951 et Esmeralda, née le 30 septembre 1956, dont Albert est le parrain. Toujours sur le plan familial, le 9 avril 1953, la princesse Joséphine-Charlotte quitte Laeken pour épouser le grand-duc Jean de Luxembourg. Albert devient le parrain de leur premier fils Henri en 1955. En 1957, la revue libérale Le Flambeau évoque une diarchie, soutenant que l'ancien roi continue toujours à influencer les décisions de Baudouin.

#### Officier de la marine belge

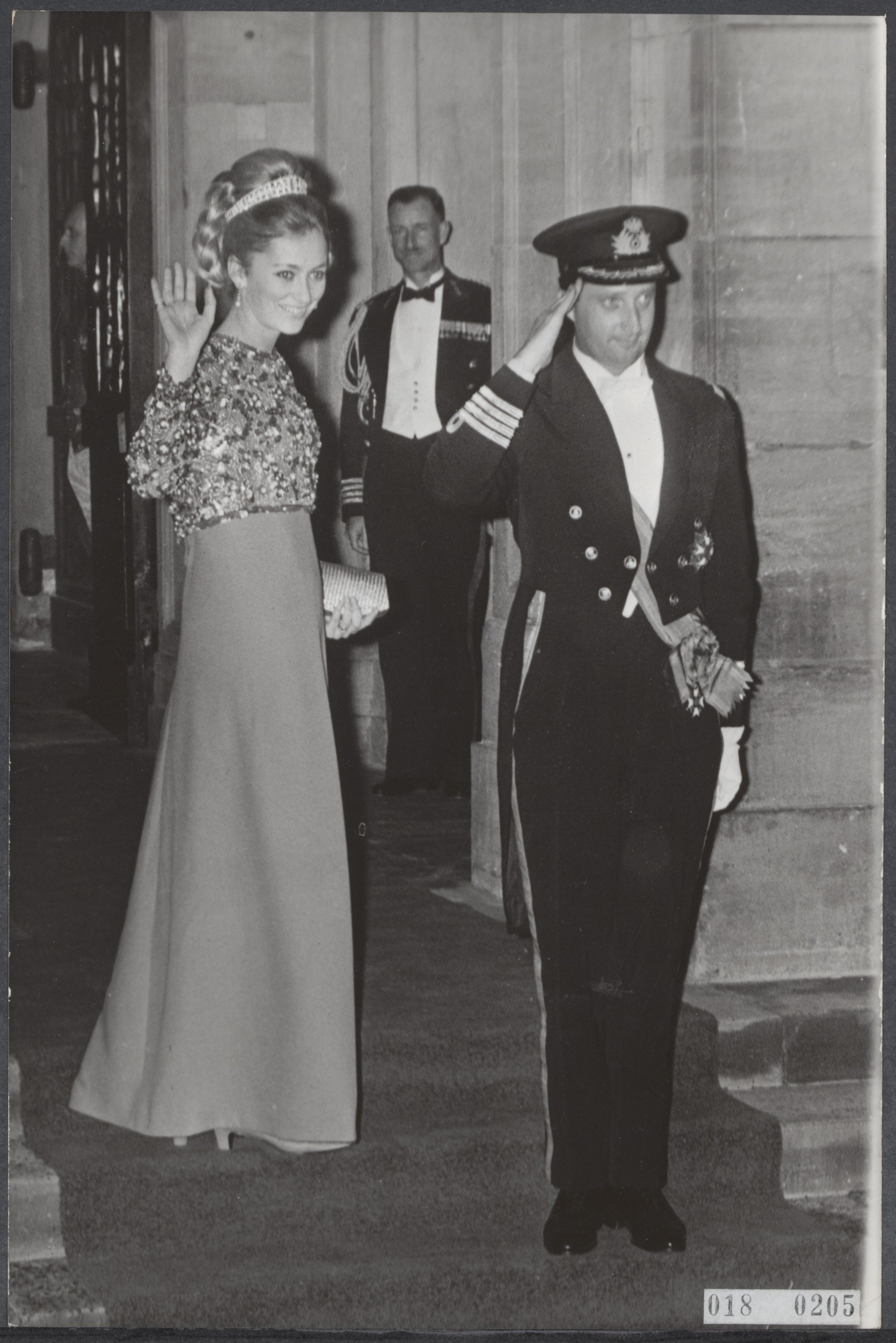
Le prince Albert en uniforme de la marine et la princesse Paola à Amsterdam en 1966.

Deux ans après son retour en Belgique, le prince Albert entreprend, à dix-huit ans, le 9 octobre 1952 son service militaire dans la marine belge. Promu aspirant le 15 mai 1953, il prête serment trois jours plus tard devant le front des troupes de la Force navale sur la place d'Armes d'Ostende. La presse avait annoncé la venue du roi Léopold III et de la princesse Lilian, mais ils sont absents, de même que le roi Baudouin souffrant de la grippe. Ensuite, le prince de Liège devient enseigne de vaisseau en 1954, lieutenant de vaisseau en 1957, capitaine de frégate en 1959, capitaine de vaisseau en 1964 et commodore, grade le plus élevé dans la marine à l'époque, en 1971.

#### Rôles au service de la Belgique
En 1954, il obtient ses deux premiers rôles officiels : la présidence du conseil général de la Caisse générale d'épargne et de retraite (CGER), où il reste jusqu'à sa privatisation en 1992, et la présidence de l'Institut national pour l'étude agronomique du Congo belge. En 1958, Albert devient président du conseil général de la Croix-Rouge de Belgique, sénateur de droit et, jusqu'en 1964, président d'honneur du Comité olympique et interfédéral belge (COIB),.
En 1962, il accepte la présidence d'honneur de l'Office belge du commerce extérieur et effectue plus d'une centaine de missions économiques dans le monde entier. Le prince Albert exerce ces fonctions jusqu'à son accession au trône. En sa qualité de frère du roi, le prince est habituellement reçu par le chef d'État du pays où a lieu la visite. Dès lors, il rencontre le président américain John Kennedy (1963), l'empereur du Japon Hirohito (1970) ou encore le président chinois Jiang Zemin (1993). En février 1969, lors de sa mission économique au Congo, le prince de Liège note avec satisfaction qu'en plus des objectifs économiques, des avancées sur le plan diplomatique entre la Belgique et son ancienne colonie ont été réalisées. L'enthousiasme populaire qui accompagne la visite princière incite le président Mobutu à remettre au prince de Liège un message à destination du roi Baudouin, dans lequel il exprime sa volonté de renouer avec la Belgique des relations solides, durables, franches et amicales. Quelques mois plus tard, Mobutu est invité en Belgique. Il s'y rend en novembre 1969, constituant la première visite officielle d'un chef d'État congolais sur le sol belge depuis 1960,.
D'autre part, le prince Albert mène des actions dans la gestion de l'environnement relatives à divers domaines : urbanisme, logement, conservation de la nature, protection des monuments et sites. Dans ce cadre, il préside ou participe à de nombreuses conférences internationales traitant de ces sujets. En 1969, il est invité par le Conseil de l'Europe à assumer la présidence de la Conférence ministérielle européenne sur la protection du patrimoine culturel et architectural. En juin 1972, le prince Albert préside la délégation belge présente à la Conférence des Nations unies sur l'environnement de Stockholm.
Afin de lui rendre hommage, la Fédération des entreprises de Belgique et la fondation Roi Baudouin créent en 1984 le fonds Prince Albert, qui remet chaque année des bourses pour la formation de jeunes professionnels belges qui ont l'intention de se lancer dans l'exportation et vivre une expérience entrepreneuriale internationale souvent en Chine, à Singapour ou à New York.

#### Mariage avec Paola Ruffo di Calabria (1959)

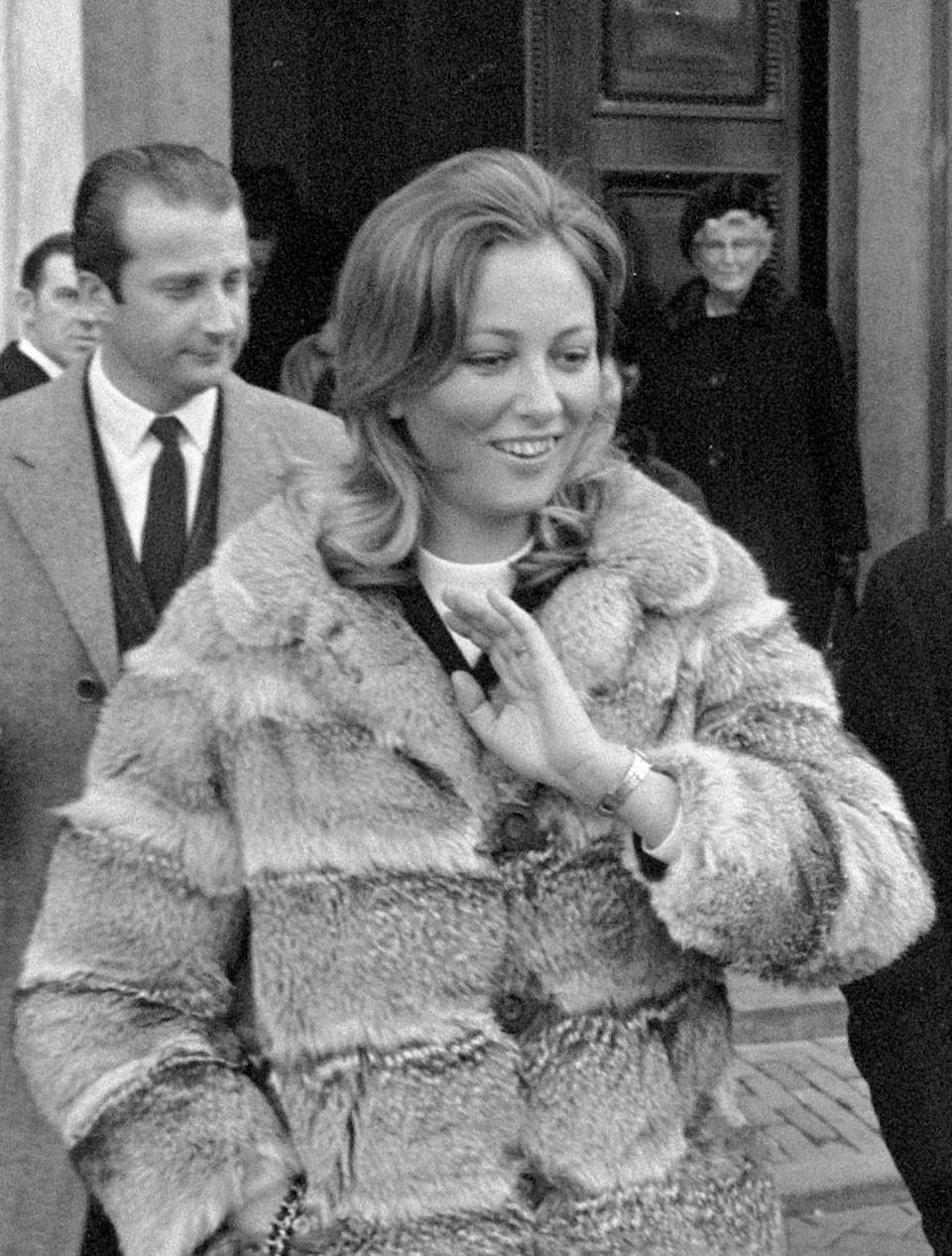
Le prince Albert et la princesse Paola en 1969.

Le 4 novembre 1958, le prince Albert se rend au Vatican, afin de représenter la famille royale belge à l'intronisation du pape Jean XXIII. Dans le cadre de la réception donnée par l'ambassade de Belgique, Albert rencontre Paola Ruffo di Calabria à laquelle il va proposer le mariage. Le 13 avril 1959, l'annonce des futures noces est communiquée officiellement dans le royaume. La nouvelle suscite une controverse car sans consulter préalablement le gouvernement de Gaston Eyskens, l'ex-roi Léopold fait savoir qu'il a demandé au souverain pontife de célébrer le mariage de son fils. En qualité de chef d'État, le pape célèbrerait à la fois le mariage civil et le mariage religieux. Les cercles politiques belges s'indignent car l'initiative de Léopold ne tient aucun compte du rôle dévolu au gouvernement par la Constitution lors du mariage d'un prince héritier. Le cardinal Joseph-Ernest Van Roey, primat de Belgique et traditionnel défenseur de Léopold, envenime la situation en affirmant la légalité d'un mariage conclu au Vatican dans une lettre pastorale. Au vu de l'ampleur de la polémique, le pape juge préférable que l'union entre Albert et Paola soit scellée à Bruxelles.
Le Premier ministre Gaston Eyskens estime que les bornes sont franchies et consulte les présidents de partis à ce sujet. Ces derniers s'accordent à affirmer que la position de Léopold doit sortir de l'ambiguïté et que des relations normales doivent être rétablies entre le palais et le monde politique. Le 26 mai, le Premier ministre annonce le départ de Léopold de Laeken. Le déménagement de ce dernier et de la princesse Lilian au château d'Argenteuil avec leurs trois enfants se fera attendre encore plus d'un an. Les noces de Baudouin et Fabiola, le 15 décembre 1960 procurent une occasion concrète, mettant réellement fin à la Question royale. Le roi Baudouin est désormais libre de se consacrer intégralement à l'exercice de ses fonctions royales.
Le mariage du prince Albert a lieu le 2 juillet 1959 à Bruxelles. Paola Ruffo di Calabria est issue d'une famille princière italienne. Elle est la plus jeune des sept enfants du prince Fulco Ruffo di Calabria (1884-1946), aviateur et héros de la Première Guerre mondiale, et de la princesse, née donna Luisa Maria Gazelli di Rossana e di San Sebastiano (1896-1989). Le nouveau couple princier, après leur lune de miel de deux mois aux Baléares, s’installe au château du Belvédère. Un autre changement a lieu en faveur du prince Albert, qui, grâce à une loi votée le 16 juillet 1959, perçoit désormais une dotation afin qu'il puisse assurer financièrement ses missions de représentation.
En raison de l'absence d'héritier du couple royal, ce sont le prince Albert et la princesse Paola qui vont assurer l'avenir de la dynastie avec leurs trois enfants : Philippe (né le 15 avril 1960), Astrid (née le 5 juin 1962) et Laurent (né le 19 octobre 1963). À la fin des années 1960, le couple princier connaît une crise conjugale, notamment due à la liaison d'Albert avec la baronne Sybille de Selys Longchamps, et un divorce est envisagé avant leur réconciliation. De cette liaison est née Delphine de Saxe-Cobourg le 22 février 1968, dont le roi Albert II reconnaît la paternité le 26 janvier 2020, à la suite d'un test ADN ordonné par la Cour de cassation, mettant ainsi un terme à tout recours.

### Roi des Belges (1993-2013)

#### Accession au trône
Lors de ses traditionnelles vacances estivales en Espagne, le roi Baudouin meurt subitement dans sa villa de Motril le 31 juillet 1993. L'ensemble de la classe politique est en proie au doute au sujet de la succession royale. Jean-Luc Dehaene, alors Premier ministre, décide d'agir rapidement car, selon lui, « le roi Baudouin a désigné son neveu le prince Philippe comme son successeur », mais le défunt monarque ne songeait évidemment pas à sa mort prématurée. Pendant ce temps, Albert et Paola sont en vacances à Grasse. Le Premier ministre téléphone au prince Albert pour connaître ses intentions. Un conseil des ministres restreint se tient à Bruxelles. Lors de la discussion du conseil, le rappel de la Constitution est mis en exergue : le prince Albert est bien l'héritier constitutionnel de son frère. De Nice, un avion affrété par la gouvernement belge vient chercher le prince Albert et la princesse Paola pour les emmener à Bruxelles. Dès lors, dix jours plus tard, c'est Albert qui prête serment le 9 août 1993 devant les Chambres réunies en néerlandais, en français et en allemand comme sixième roi des Belges et accède au trône, à l'âge de 59 ans.

#### Premières années du règne
Contrairement à ses cinq prédécesseurs, le roi Albert règne sur un État fédéral, dont il contresigne la nouvelle constitution coordonnée le 17 février 1994,,. Albert II estime que son rôle principal est d'encourager et de soutenir l'entente entre le niveau fédéral, les trois Régions et les trois Communautés linguistiques. Poursuivant cet objectif, il effectue, concomitamment aux Joyeuses Entrées du début de son règne, des visites aux entités régionales et aux Communautés linguistiques du royaume. Il prône une meilleure connaissance des trois langues nationales et constate, lors de son discours du nouvel an en 2006, les situations inégales entre les régions qui ne doivent pas engendrer « le repli sur soi […], ni le développement de sous-nationalismes, ni le séparatisme explicite ou feutré ».

#### Le roi s'impose
À l'époque de l'affaire Dutroux en 1996, le couple royal s'implique personnellement et, mettant entre parenthèses tout protocole,  reçoit durant une semaine tous les parents d'enfants disparus. Le roi prononce ensuite des discours très critiques envers la police et la justice, sans pour autant se fâcher avec le gouvernement Dehaene II. Il milite pour la création à Bruxelles de Child Focus, le centre européen pour enfants disparus et sexuellement exploités, dont la reine Paola devient présidente d'honneur en 1998. Le roi réussit à se positionner aux côtés de la population et à s'imposer définitivement,.

#### Le temps des crises politiques 2007-2011

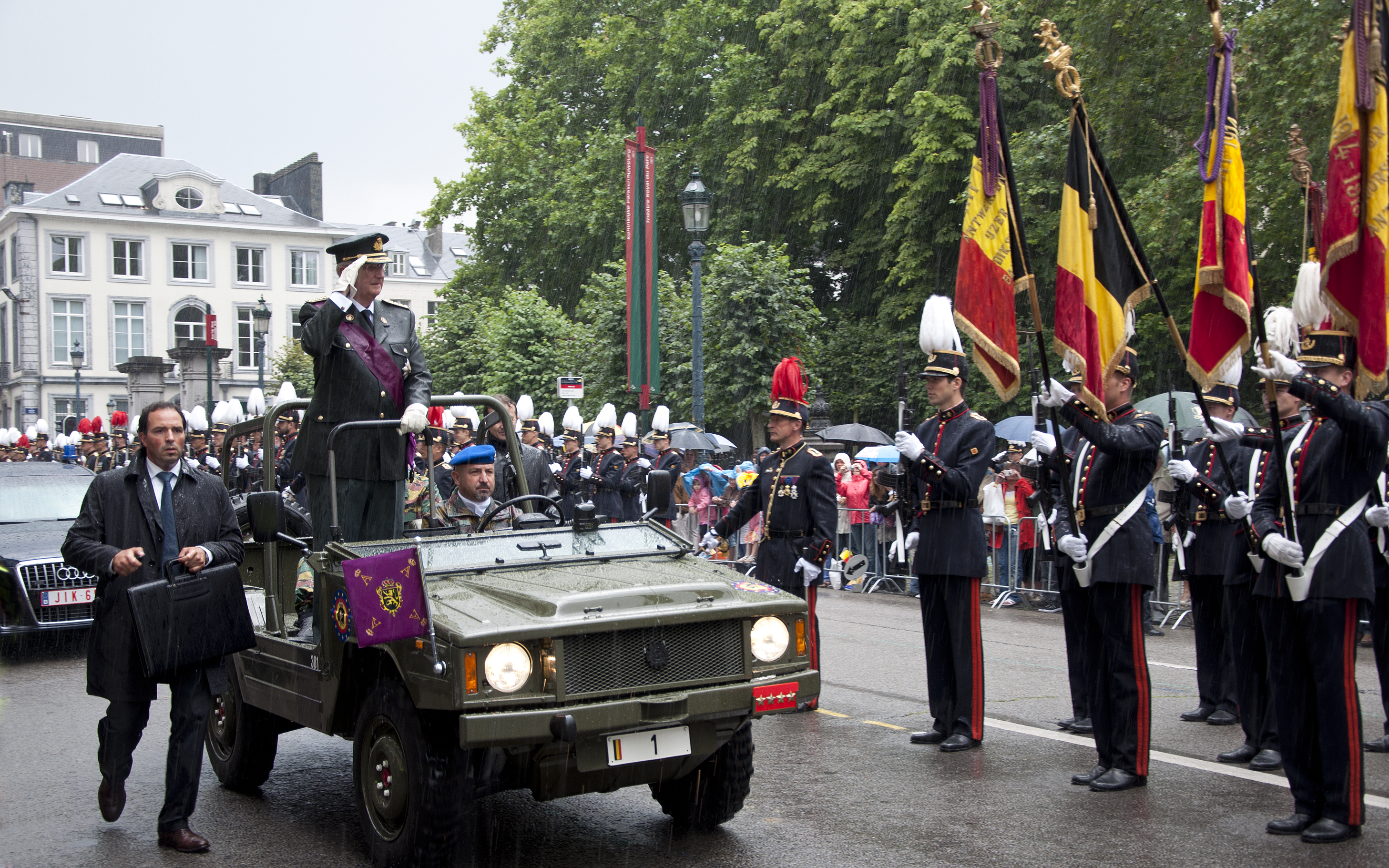
Le roi Albert II lors du défilé des Forces armées belges (21 juillet 2011).

Premier souverain fédéral, le roi, sans dépasser les limites de son rôle, intervient plus directement en politique à partir de l'été 2007, lorsqu'il perçoit la gravité du moment dû à la crise politique que connaît la Belgique après les élections législatives. Une période de tensions communautaires et d'instabilité politique s'ensuit, provoquée par des opinions divergentes sur les réformes de l'État et sur l'existence persistante de la circonscription électorale controversée de Bruxelles-Hal-Vilvorde (BHV). Selon Christian Laporte, dans cette première crise, le rôle de médiation du roi est réel,.
Durant la nouvelle crise politique de 2010-2011 qui dure 541 jours (la plus longue de l'histoire politique belge), Albert II montre son agacement dans son discours traditionnel prononcé lors de la Fête nationale belge, le 21 juillet 2011. Il y rappelle fortement son rôle constitutionnel en tenant à mettre en garde sur l'attitude des responsables politiques belges peu favorables à s'entendre pour former un gouvernement et ainsi à trouver un compromis pour sauvegarder l'avenir du pays. Il s'implique avec ténacité et fermeté pour aboutir à une issue à cette crise en se présentant comme le dernier rempart contre l'éclatement de la Belgique en deux entités flamande et wallonne. La crise se termine, au grand soulagement d'Albert II, par la nomination, le 6 décembre 2011, du socialiste Elio Di Rupo au poste de Premier ministre d'un gouvernement réunissant les trois grandes familles politiques traditionnelles du pays jusqu'à la fin de la législature en 2014,

#### Roi dans une société multiculturelle
Partisan d'une société multiculturelle, il dénonce régulièrement dans ses discours le racisme et la xénophobie et soutient activement le Centre pour l'égalité des chances et la lutte contre le racisme,. Pendant toute la durée de son règne, il n'a reçu en audience aucun représentant de l'extrême droite et ne les a jamais conviés aux réceptions du Palais royal.
Le roi préside chaque année la cérémonie du 11 novembre à la colonne du Congrès et accorde son haut patronage à diverses associations patriotiques, comme le Comité national belge du Souvenir et la Ligue royale belge des Vétérans du roi Léopold III.
Albert II est un européen convaincu qui soutient toutes les initiatives en faveur de la construction européenne. Il accorde aussi beaucoup d'attention aux anciennes colonies belges d'Afrique centrale et à l'image de la Belgique à l'étranger.
Sur le plan religieux, le couple royal est croyant et pratiquant mais, contrairement au roi Baudouin, le roi Albert II garde ses convictions religieuses sur le plan privé et respecte les choix démocratiques du Parlement. Le professeur de droit constitutionnel François Perin observe que le roi Albert se conduit comme un roi constitutionnel : en 2002, il appose sa signature sur la loi dépénalisant l'euthanasie et, l'année suivante, sur la loi autorisant les mariages homosexuels, malgré l'opposition de l'Église catholique,. Les baptêmes de tous ses petits-enfants sont célébrés en privé et ne donnent lieu à aucune cérémonie officielle.

#### Politique culturelle

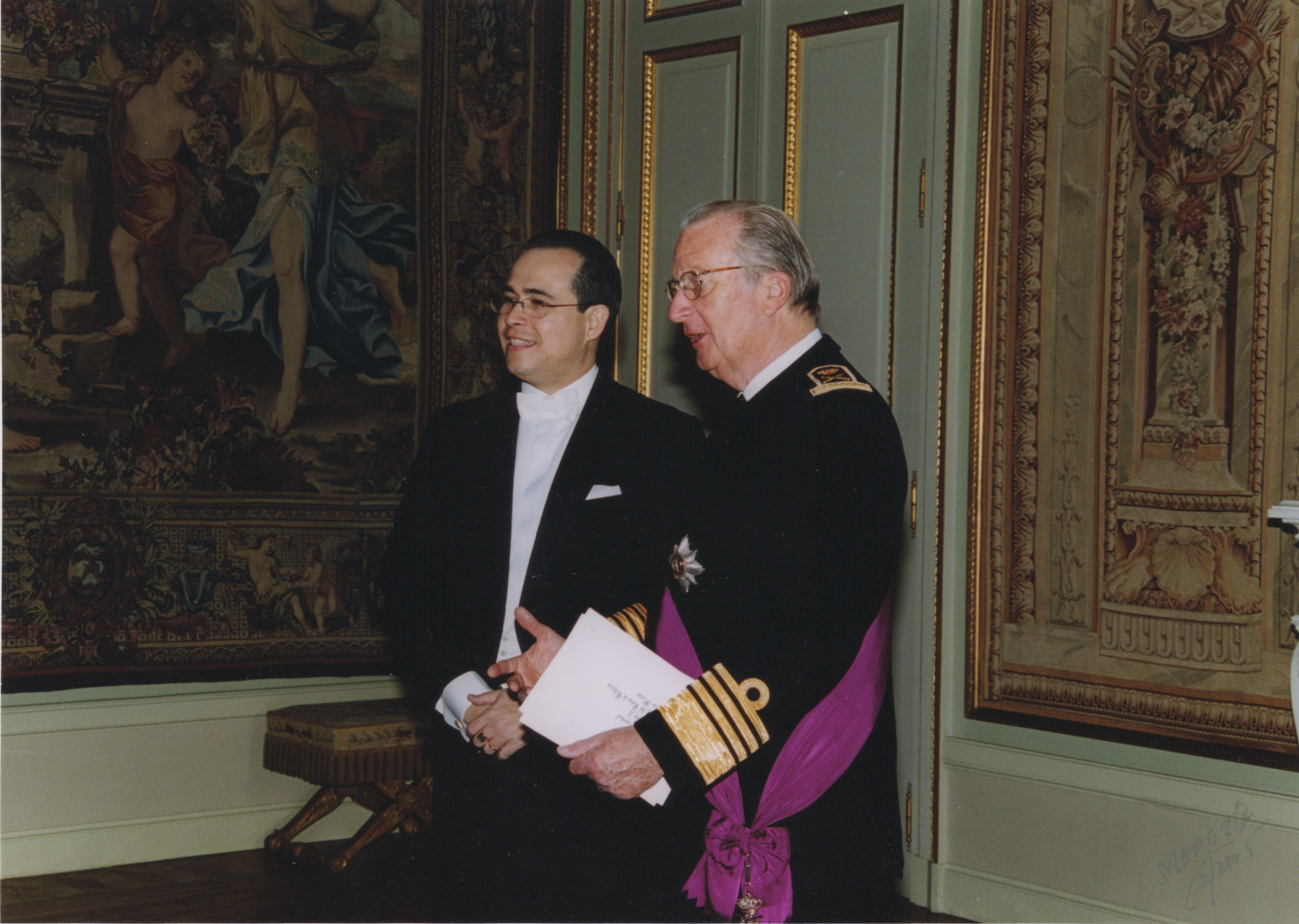
Le roi Albert II recevant l'ambassadeur du République dominicaine, Federico Cuello Camilo (Bruxelles, 15 février 2005).

Dans le domaine culturel, dès son arrivée au pouvoir, le roi Albert entreprend une rénovation et un réaménagement du palais royal de Bruxelles. Il est secondé par la reine Paola, amatrice d'art contemporain, qui souhaite intégrer des œuvres d'artistes vivants dans le cadre du palais. À cet effet, elle crée un comité artistique chargé d'inviter l'art contemporain belge au palais royal de Bruxelles, construit au XIXe siècle. Des œuvres de Jan Fabre, Marthe Wéry, Dirk Braeckman et Patrick Corillon sont inaugurées en 2002 et 2004.
Le roi Albert II accorde notamment son haut patronage aux Amis des Musées royaux des Beaux-Arts de Belgique, à la Fédération nationale des compagnies dramatiques, au Cercle d'art théâtral de Bruxelles et à l'Association royale Dynastie et Patrimoine culturel.

#### Modernisation progressive de la monarchie
Albert II initie progressivement la modernisation de la monarchie belge. Dès lors, en 2006, dans le cadre d'une vaste réorganisation de l'organigramme du palais royal, le roi supprime le poste de grand maréchal de la Cour, jugé désuet. Cependant, en 2013, si des partis francophones tels que le PS, le CdH et le MR indiquent que la monarchie pose le choix de la modernité et de la stabilité, d'autres formations politiques, telles que Groen ou le CD&V souhaitent réduire à un rôle strictement protocolaire la fonction royale et plaident pour un effacement de tout rôle politique du roi, tandis que le Vlaams Belang appelle à une suppression de la monarchie dans une Flandre qui deviendrait indépendante.

#### Faveurs nobiliaires
Comme la Constitution belge l'y autorise, le roi accorde chaque année des titres de noblesse à des Belges méritants. Durant son règne, le roi Albert II a créé presque 300 comtes, barons ou chevaliers. Il ne s'agit cependant pas d'une prérogative du roi seul, mais de l'institution royale, c'est-à-dire du roi et de ses ministres car le contreseing ministériel est indispensable. Les anoblissements se font après avis de la Commission consultative pour les faveurs nobiliaires et sur proposition du ministre des Affaires étrangères. Pierre-Yves Monette, conseiller honoraire au cabinet du roi rappelle que « L’octroi de concessions nobiliaires est incontestablement un domaine où le Roi peut imprimer sa marque personnelle et se distinguer de ses prédécesseurs. »
Parmi les Belges anoblis, figurent des personnes issues de divers secteurs de la société : l'astronaute Frank De Winne, le président du Comité international olympique Jacques Rogge, les hommes d'affaires Maurice Lippens, Albert Frère et Aldo Vastapane, le dessinateur François Schuiten, la chorégraphe Anne Teresa De Keersmaeker, le peintre Roger Raveel, le cinéaste André Delvaux, la chanteuse populaire Annie Cordy, le musicien de jazz Toots Thielemans, le champion cycliste Eddy Merckx, ou encore le mathématicien Pierre Deligne.

#### Relations internationales

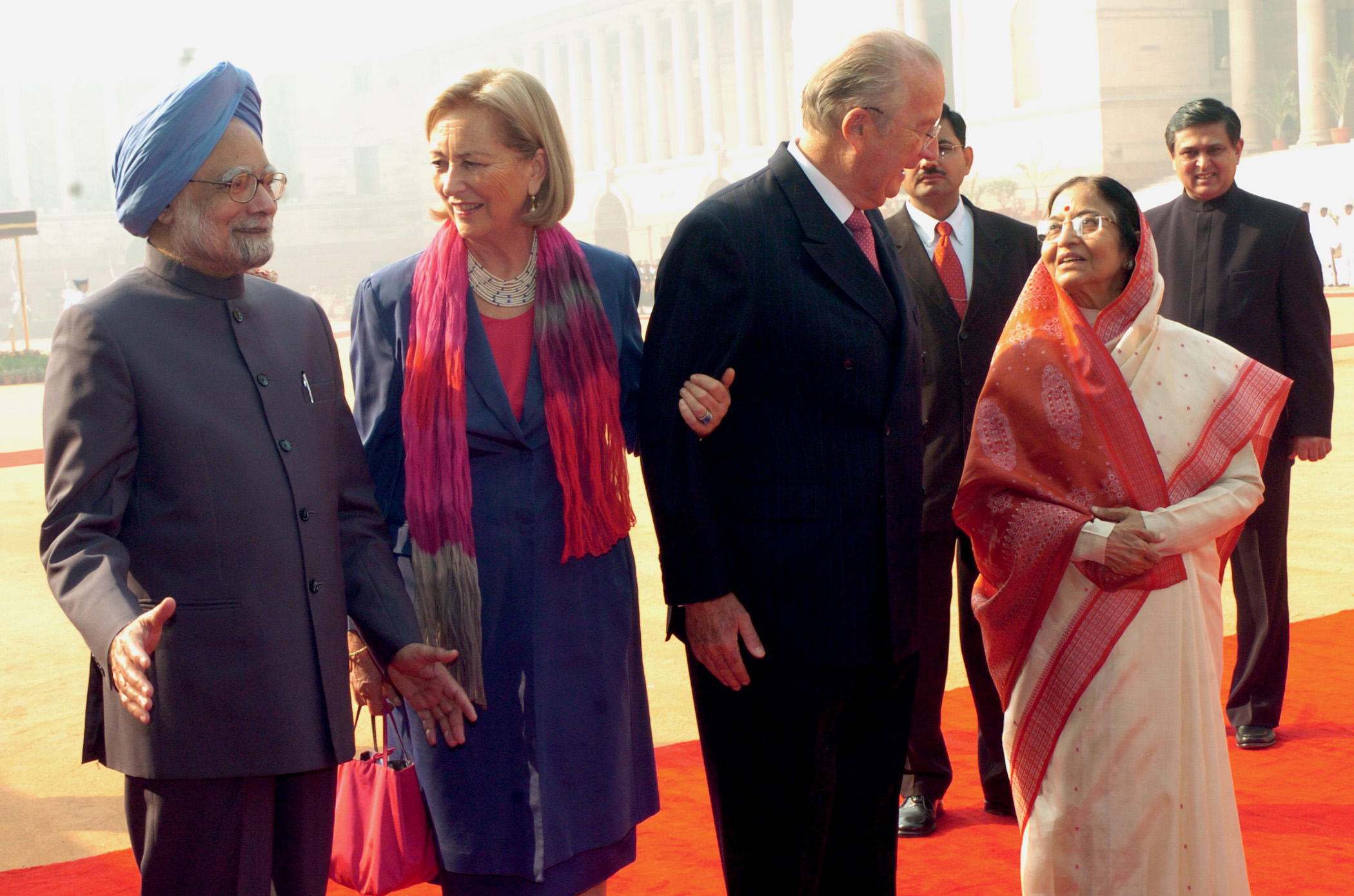
Le roi Albert II avec le premier ministre indien Manmohan Singh (New Delhi, 4 novembre 2008).

Comme son frère, Albert II profite de son règne pour mettre en avant la Belgique sur la scène internationale. Au cours de son règne, le roi effectue 29 visites d'État. En retour, il reçoit quinze visites d'État et de nombreuses visites officielles de dirigeants étrangers. Une visite d’État, ainsi que le souligne l'historien Vincent Dujardin, présente un caractère solennel et exceptionnel et n'advient qu'une fois par règne et par pays. La plupart des visites royales ont pour destination des pays européens. En 2005, sur invitation du président chinois Hu Jintao, le couple royal se rend en Chine du 4 au 11 juin 2005, visite la plus lointaine du règne. La visite royale en Inde est la plus longue visite d'État du roi, celle-ci dure 12 jours, du 2 au 12 novembre 2008.
Parmi les visites du règne, celle du roi et de la reine sur invitation du président Kabila au Congo en été 2010, constitue la première visite royale belge depuis 25 ans sur le sol congolais pour célébrer le 50e anniversaire de l'indépendance de la colonie. La visite royale marque la fin d'une crise diplomatique profonde advenue en 2009 en scellant le maintien d'un dialogue permanent et ouvert entre les deux nations,.

#### La fin du règne et l'abdication
Le roi Albert II est à partir de 2010 l'objet de rumeurs (toujours démenties officiellement) sur une éventuelle abdication en faveur du prince héritier Philippe, son fils aîné, duc de Brabant. Le journal Le Soir s'est fait plus insistant dans sa parution du 2 mars 2012 en évoquant l'idée d'une possible abdication le 21 juillet 2013, sans doute due aux conséquences de récents problèmes de santé et d'ordre privé rencontrés par le souverain.
Le 3 juillet 2013, le roi Albert II annonce finalement son abdication par ces mots : « Je constate que mon âge et ma santé ne me permettent plus d'exercer ma fonction comme je le voudrais. Ce serait manquer à mes devoirs et à ma conception de la fonction royale que de vouloir me maintenir en exercice à tout prix. Sans être en mesure d'assumer pleinement mon rôle, c'est une question élémentaire de respect envers les institutions et envers vous, chers concitoyens. Après vingt ans de règne, j'estime donc que le moment est venu de passer le flambeau à la génération suivante. Je constate que le prince Philippe est bien préparé pour me succéder. » Le bilan de son règne est salué par la presse belge, Le Soir saluant son « sens aigu des responsabilités dans des crises politiques d'une profonde gravité », La Libre Belgique déclarant qu'il a « incarné un règne fort, courageux et chaleureux ».
Le roi Albert II signe l'acte d'abdication le 21 juillet 2013, jour de la fête nationale belge, à 10 h 45, mettant ainsi fin à près de 20 ans de règne. Son fils Philippe lui succède le même jour en prêtant serment devant les chambres réunies. Albert II est le second roi des Belges à abdiquer après Léopold III, qui l'avait fait en 1951 en faveur de son fils Baudouin, frère et prédécesseur d'Albert II, mais cette abdication est la première à intervenir de manière volontaire depuis l'indépendance de la Belgique en 1831.

#### Passions personnelles
Le roi est un amateur d'automobiles, possédant notamment une Porsche Cayenne et, au fil du temps, divers modèles de BMW. Il se rend régulièrement au musée Autoworld créé en 1986 dans le parc du Cinquantenaire à Bruxelles. Il marque également une prédilection pour les motos grâce auxquelles il peut se balader incognito et sillonner les routes de Belgique. Il est plusieurs fois blessé lors de chutes, notamment dans le sud de la France en 2002. Possesseur de motos BMW et Honda, le dernier modèle acquis par le roi, en 2010, est une Honda GL.

### Après l'abdication

#### Titres et armoiries
Un arrêté royal du 12 juillet 2019, paru au Moniteur belge le 19 juillet 2019, prévoit que le roi ou la reine qui a abdiqué porte les armes royales chargées d'un lambel « à trois pendants de gueules ».
L'ex-roi conserve le prédicat de « Majesté » et est donc appelé « Sa Majesté le roi Albert ».

#### Dotation royale
Depuis son abdication, le roi perçoit une dotation fixée par la loi sur proposition du gouvernement. Dès lors, l'ancien souverain perçoit une dotation annuelle et viagère de 923 000 €, composée d'une rémunération soumise à l'impôt et d'une partie destinée aux frais de personnel et de fonctionnement. Le professeur d'histoire contemporaine Vincent Dujardin estime que dix ans après son application, la réforme sur les dotations de 2013 qui prévoit un contrôle par la Cour des Comptes revêt le mérite d'avoir « clarifié les choses […] et permis un contrôle public sur l'usage des dotations royales ».

#### L'affaire Delphine
Le 27 janvier 2020, le roi Albert II reconnaît Delphine Boël comme étant sa fille illégitime, à la suite de la publication des résultats du test ADN auquel il s'est soumis. Le 1er octobre suivant, la cour d'appel de Bruxelles accorde à Delphine le titre de princesse de Belgique et l'appellation de « Delphine de Saxe-Cobourg ». Le 15 octobre 2020, un message commun du roi Philippe et de la princesse Delphine, signé « Philippe & Delphine », révèle que le frère et la sœur se sont rencontrés pour la première fois la semaine précédente au château de Laeken, résidence du roi, et que ce nouveau lien « va désormais se développer dans un cadre familial »,,. La princesse Delphine est reçue pour la première fois par son père le 25 octobre 2020, au château du Belvédère, en présence de la reine Paola.

#### Longévité
Le 22 juin 2009, le roi Albert II, dépassant l'âge de son aïeul le roi Léopold Ier, devient le souverain en exercice le plus âgé de l'histoire la Belgique. Le 8 septembre 2022, à la suite de la mort de la reine Élisabeth II du Royaume-Uni, le roi Albert II devient le plus âgé des rois et reines d'Europe régnant ou ayant régné. Il continue cependant à assurer quelques rares engagements publics, comme lors de la Fête du Roi, le 15 novembre 2023, où Albert II et la reine Paola apparaissent à la cathédrale Saints-Michel-et-Gudule de Bruxelles. Le 20 février 2024, l'ancien couple royal apparaît pour assister à la messe annuelle en mémoire des défunts de la famille royale à l’église Notre-Dame de Laeken.

## Titulature
- 6 juin 1934 - 7 juin 1934 : Son Altesse Royale Albert, prince de Belgique (naissance) ;
- 7 juin 1934 - 9 août 1993 : Son Altesse Royale le prince de Liège, prince de Belgique ;
- 9 août 1993 - 21 juillet 2013 : Sa Majesté le roi des Belges ;
- depuis le 21 juillet 2013 : Sa Majesté le roi Albert.

## Honneurs

### Distinctions belges
- Grand cordon de l'ordre de Léopold
- Grand-croix de l'ordre de Léopold II
- Grand-croix de l'ordre de la Couronne
- Grand-croix de l’ordre de l'Étoile africaine
- Grand-croix de l’ordre royal du Lion

Le roi est grand maître de ces cinq ordres pendant la durée de son règne.

### Distinctions étrangères
Récipiendaire de nombreuses décorations étrangères, Albert II est l’un des seuls chefs d’État européens à être à la fois chevalier de la Toison d’or autrichienne (décernée en 1962 par l’archiduc Otto de Habsbourg) et chevalier de la Toison d’or espagnole (décernée en 1994 par le roi Juan Carlos).
Le roi Albert II est : 
- Grand-croix, classe spéciale, de l’ordre du Mérite de la République fédérale d'Allemagne (16 mars 2009)
- Grand-croix de l'ordre du Libérateur San Martín (Argentine)
- Grande étoile de l'ordre du Mérite (Autriche, 1958)
- Première classe de l'ordre de Stara Planina (Bulgarie, 2003)
- Grand cordon de l'ordre du Mérite camerounais (Cameroun)
- Collier de l’ordre de Boyacá (Colombie)
- Grand-croix de l'ordre national du Léopard (République démocratique du Congo, 1969)
- Chevalier du grand ordre de Mugunghwa (Corée du sud)
- Chevalier de l’ordre de l'Éléphant (Danemark, 18 juin 1968)
- Grand-croix de l’ordre de Dannebrog (Danemark)
- Grand cordon de l'ordre de la République (Égypte)
- Collier de l’ordre national de San Lorenzo (Équateur)
- Chevalier de l'ordre de la Toison d'or (Espagne, 16 septembre 1994)
- Grand-croix avec collier de l'ordre de la Croix de Terra Mariana (Estonie, 5 juin 2008)
- Collier de l'ordre de la reine de Saba (Éthiopie)
- Grand-croix avec collier de l'ordre de la Rose blanche (Finlande, 1996)
- Grand-croix de la Légion d'honneur (France)
- Grand-croix de l’ordre de l'Étoile équatoriale (Gabon)
- Grand-croix de l’ordre du Sauveur (Grèce)
- Grand-croix avec collier de l'ordre du Mérite hongrois (Hongrie, 2002)
- Médaille commémorative de la célébration du 2 500e anniversaire de la fondation de l'empire perse (État impérial d'Iran, 1971)
- Grand-croix avec collier de l'ordre du Faucon (Islande, 16 octobre 1979)
- Chevalier grand-croix avec collier de l’ordre du Mérite de la République italienne (Italie, 12 mai 1998)
- Grand-croix de l'ordre royal des Saints-Maurice-et-Lazare (Italie, 29 octobre 1973)
- Chevalier de l’ordre suprême de la Très Sainte Annonciade (maison de Savoie)
- Grand cordon de l'ordre du Chrysanthème (Japon, 22 octobre 1996)
- Grand-croix de l'ordre des Trois Étoiles (Lettonie, 15 mars 2007)
- Grand-croix de l'ordre de Vytautas le Grand (Lituanie, 16 mars 2006)
- Chevalier de l'ordre du Lion d'or de la maison de Nassau (Luxembourg)
- Chevalier de l’ordre de la Toison d’or (maison de Habsbourg-Lorraine, 1962)
- Grand commandeur honoraire de l'ordre du Défenseur du Royaume (Malaisie, 1967)
- Collier de l'ordre de la Souveraineté (Maroc, 5 octobre 2004)
- Collier de l'ordre de l'Aigle aztèque (Mexique)
- Grand-croix de l'ordre de Saint-Charles (Monaco, 13 octobre 1957)
- Grand-croix avec collier de l’ordre de Saint-Olaf (Norvège, 1964)
- Médaille du roi Harald V (Norvège)
- Bailli grand-croix d'honneur et de dévotion de l'ordre souverain de Malte
- Grand-croix de l'ordre du Lion néerlandais (Pays-Bas)
- Chevalier grand-croix de l’ordre d'Orange-Nassau (Pays-Bas)
- Médaille de l'avènement de la reine Beatrix (Pays-Bas, 1980)
- Collier de l'ordre du Soleil (Pérou)
- Chevalier grand-croix de l’ordre de l'Aigle blanc (Pologne, 10 mai 1999)
- Grand-croix avec collier de l'ordre de l'Infant Dom Henri (Portugal, 13 décembre 1999)
- Grand-croix de l'ordre d'Aviz (Portugal, 11 décembre 1985)
- Collier de l'ordre de l'Étoile de Roumanie (Roumanie, 2009)
- Médaille du couronnement d'Élisabeth II (Royaume-Uni, 2 juin 1953)
- Chevalier grand-croix de l’ordre royal de Victoria (Royaume-Uni, 1966)
- Médaille du jubilé d'or d'Élisabeth II (Royaume-Uni, 6 février 2002)
- Collier de l'ordre du Mérite (Sénégal)
- Première classe de l'ordre de la Double Croix Blanche (Slovaquie, 23 octobre 2008)
- Chevalier de l’ordre des Séraphins (Suède, 31 mars 1966)
- Médaille du roi Charles XVI Gustave (Suède, 30 avril 1996)
- Grand cordon de l'ordre de la République (Tunisie)
- Collier de l'ordre équestre du Saint-Sépulcre de Jérusalem (Vatican, 1998)
- Grand-croix de l'ordre de Pie IX (Vatican)
- Grand cordon de l'ordre du Libérateur (Venezuela)

### Grades universitaires honorifiques
Le roi Albert II est docteur honoris causa des institutions universitaires suivantes : l'université catholique de Louvain (1961), la faculté polytechnique de Mons (1962), l'université Saint-Louis de Baguio City (Philippines), l'université de Gand (1988), l'université libre de Bruxelles (1994), l'université catholique de Mons (1997) et l'université de Liège (2001),.

### Éponymes
Parmi les toponymes, deux voies de circulation de la capitale rendent hommage au sixième roi des Belges : le boulevard du Roi Albert II à Bruxelles (1999) et le boulevard du prince de Liège à Anderlecht. Une rue Prince de Liège existe dans la ville du même nom. Un Lycée Prince de Liège, dont le futur roi Albert a déposé la première pierre en 1969, lors de l'une de ses missions économiques, est situé à Kinshasa en République démocratique du Congo. L'Institut Albert II traite les pathologies oncologiques et hématologiques aux cliniques universitaires Saint-Luc.

### Numismatique

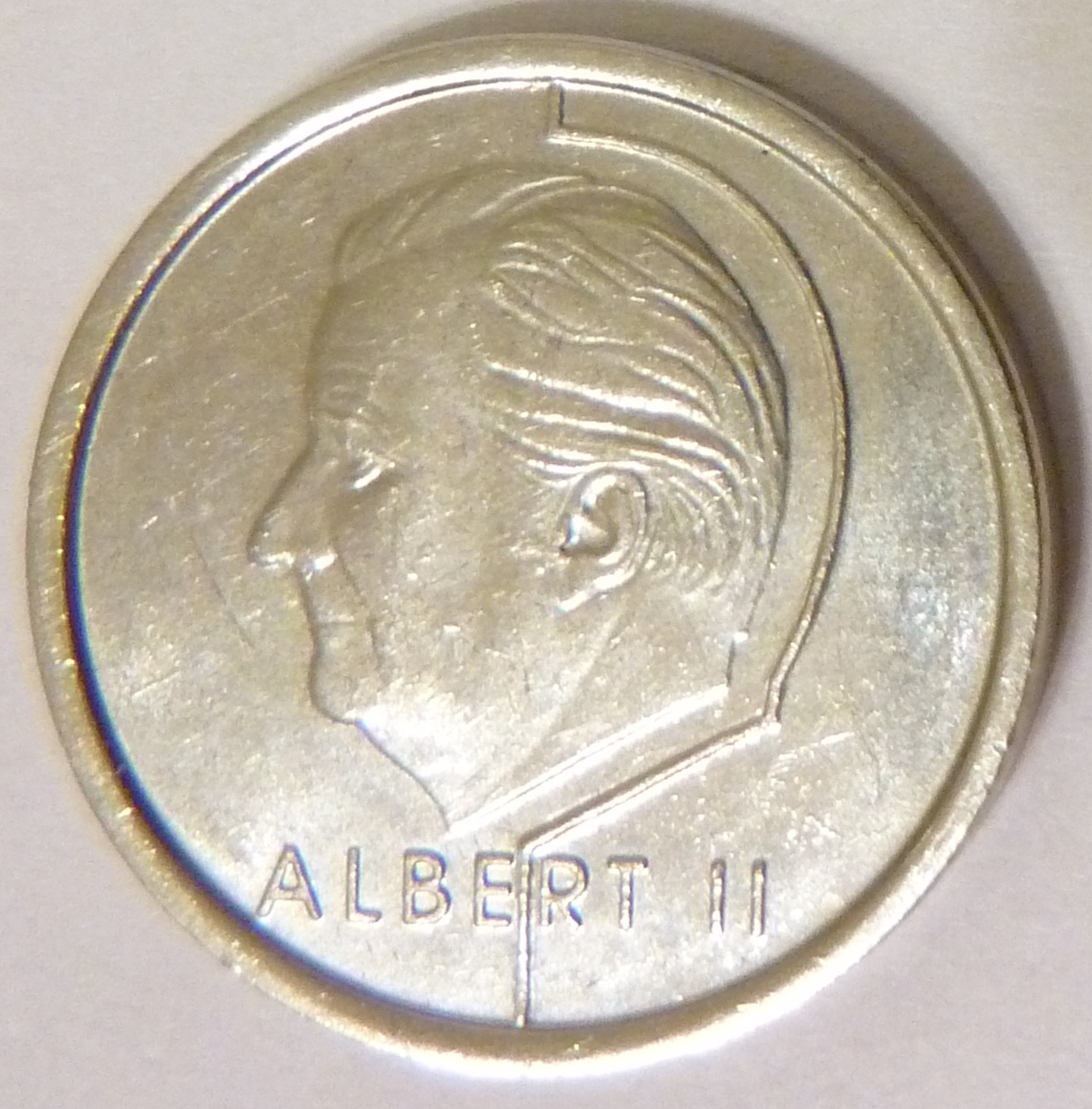
Une pièce d'un franc belge des années 1990 à l'effigie du roi Albert II.

Plusieurs pièces de monnaie et billets de banque à l'effigie du souverain sont émises en francs, puis en euros par l'État belge entre 1993 et 2013.

### Philatélie
Avant son règne, le prince Albert apparaît en septembre 1963 sur une série de sept timbres pour le centenaire de la Croix-Rouge. Il y est représenté avec son épouse Paola et leurs deux premiers enfants Philippe et Astrid. Durant son règne, son effigie figure sur plusieurs séries de timbres-poste d'usage courant belges.

### Iconographie
- 1937 : Statue en pied de la reine Astrid présentant le prince de Liège, 1,90 m, marbre blanc, par Adelin Salle, à l'hôtel de ville de Liège[100] ;
- 2013 : Buste, par Wilfried Pas, au Sénat de Belgique[101].

### Armoiries

Étendard personnel du roi Albert II.
Monogramme du roi Albert II.

## Ascendance
|  |                                                 |  |  |  |  |  |  |  |  |  |  |  |  |  |  |  |
|  | 16. Léopold Ier de Belgique                     |  |  |  |  |  |  |  |  |  |  |  |  |  |  |  |
|  |                                                 |  |  |  |  |  |  |  |  |  |  |  |  |  |  |  |
|  |                                                 |  |  |  |  |  |  |  |  |  |  |  |  |  |  |  |
|  | 8. Philippe de Belgique                         |  |  |  |  |  |  |  |  |  |  |  |  |  |  |  |
|  |                                                 |  |  |  |  |  |  |  |  |  |  |  |  |  |  |  |
|  |                                                 |  |  |  |  |  |  |  |  |  |  |  |  |  |  |  |
|  | 17. Louise d'Orléans                            |  |  |  |  |  |  |  |  |  |  |  |  |  |  |  |
|  |                                                 |  |  |  |  |  |  |  |  |  |  |  |  |  |  |  |
|  |                                                 |  |  |  |  |  |  |  |  |  |  |  |  |  |  |  |
|  | 4. Albert Ier de Belgique                       |  |  |  |  |  |  |  |  |  |  |  |  |  |  |  |
|  |                                                 |  |  |  |  |  |  |  |  |  |  |  |  |  |  |  |
|  |                                                 |  |  |  |  |  |  |  |  |  |  |  |  |  |  |  |
|  | 18. Charles-Antoine de Hohenzollern-Sigmaringen |  |  |  |  |  |  |  |  |  |  |  |  |  |  |  |
|  |                                                 |  |  |  |  |  |  |  |  |  |  |  |  |  |  |  |
|  |                                                 |  |  |  |  |  |  |  |  |  |  |  |  |  |  |  |
|  | 9. Marie de Hohenzollern-Sigmaringen            |  |  |  |  |  |  |  |  |  |  |  |  |  |  |  |
|  |                                                 |  |  |  |  |  |  |  |  |  |  |  |  |  |  |  |
|  |                                                 |  |  |  |  |  |  |  |  |  |  |  |  |  |  |  |
|  | 19. Joséphine de Bade                           |  |  |  |  |  |  |  |  |  |  |  |  |  |  |  |
|  |                                                 |  |  |  |  |  |  |  |  |  |  |  |  |  |  |  |
|  |                                                 |  |  |  |  |  |  |  |  |  |  |  |  |  |  |  |
|  | 2. Léopold III de Belgique                      |  |  |  |  |  |  |  |  |  |  |  |  |  |  |  |
|  |                                                 |  |  |  |  |  |  |  |  |  |  |  |  |  |  |  |
|  |                                                 |  |  |  |  |  |  |  |  |  |  |  |  |  |  |  |
|  | 20. Maximilien en Bavière                       |  |  |  |  |  |  |  |  |  |  |  |  |  |  |  |
|  |                                                 |  |  |  |  |  |  |  |  |  |  |  |  |  |  |  |
|  |                                                 |  |  |  |  |  |  |  |  |  |  |  |  |  |  |  |
|  | 10. Charles-Théodore en Bavière                 |  |  |  |  |  |  |  |  |  |  |  |  |  |  |  |
|  |                                                 |  |  |  |  |  |  |  |  |  |  |  |  |  |  |  |
|  |                                                 |  |  |  |  |  |  |  |  |  |  |  |  |  |  |  |
|  | 21. Ludovica de Bavière                         |  |  |  |  |  |  |  |  |  |  |  |  |  |  |  |
|  |                                                 |  |  |  |  |  |  |  |  |  |  |  |  |  |  |  |
|  |                                                 |  |  |  |  |  |  |  |  |  |  |  |  |  |  |  |
|  | 5. Élisabeth de Bavière                         |  |  |  |  |  |  |  |  |  |  |  |  |  |  |  |
|  |                                                 |  |  |  |  |  |  |  |  |  |  |  |  |  |  |  |
|  |                                                 |  |  |  |  |  |  |  |  |  |  |  |  |  |  |  |
|  | 22. Michel Ier de Portugal                      |  |  |  |  |  |  |  |  |  |  |  |  |  |  |  |
|  |                                                 |  |  |  |  |  |  |  |  |  |  |  |  |  |  |  |
|  |                                                 |  |  |  |  |  |  |  |  |  |  |  |  |  |  |  |
|  | 11. Marie-Josèphe de Bragance                   |  |  |  |  |  |  |  |  |  |  |  |  |  |  |  |
|  |                                                 |  |  |  |  |  |  |  |  |  |  |  |  |  |  |  |
|  |                                                 |  |  |  |  |  |  |  |  |  |  |  |  |  |  |  |
|  | 23. Adélaïde de Löwenstein-Wertheim-Rosenberg   |  |  |  |  |  |  |  |  |  |  |  |  |  |  |  |
|  |                                                 |  |  |  |  |  |  |  |  |  |  |  |  |  |  |  |
|  |                                                 |  |  |  |  |  |  |  |  |  |  |  |  |  |  |  |
|  | 1. Albert II de Belgique                        |  |  |  |  |  |  |  |  |  |  |  |  |  |  |  |
|  |                                                 |  |  |  |  |  |  |  |  |  |  |  |  |  |  |  |
|  |                                                 |  |  |  |  |  |  |  |  |  |  |  |  |  |  |  |
|  | 24. Oscar Ier de Suède                          |  |  |  |  |  |  |  |  |  |  |  |  |  |  |  |
|  |                                                 |  |  |  |  |  |  |  |  |  |  |  |  |  |  |  |
|  |                                                 |  |  |  |  |  |  |  |  |  |  |  |  |  |  |  |
|  | 12. Oscar II de Suède                           |  |  |  |  |  |  |  |  |  |  |  |  |  |  |  |
|  |                                                 |  |  |  |  |  |  |  |  |  |  |  |  |  |  |  |
|  |                                                 |  |  |  |  |  |  |  |  |  |  |  |  |  |  |  |
|  | 25. Joséphine de Beauharnais                    |  |  |  |  |  |  |  |  |  |  |  |  |  |  |  |
|  |                                                 |  |  |  |  |  |  |  |  |  |  |  |  |  |  |  |
|  |                                                 |  |  |  |  |  |  |  |  |  |  |  |  |  |  |  |
|  | 6. Carl de Suède                                |  |  |  |  |  |  |  |  |  |  |  |  |  |  |  |
|  |                                                 |  |  |  |  |  |  |  |  |  |  |  |  |  |  |  |
|  |                                                 |  |  |  |  |  |  |  |  |  |  |  |  |  |  |  |
|  | 26. Guillaume de Nassau                         |  |  |  |  |  |  |  |  |  |  |  |  |  |  |  |
|  |                                                 |  |  |  |  |  |  |  |  |  |  |  |  |  |  |  |
|  |                                                 |  |  |  |  |  |  |  |  |  |  |  |  |  |  |  |
|  | 13. Sophie de Nassau                            |  |  |  |  |  |  |  |  |  |  |  |  |  |  |  |
|  |                                                 |  |  |  |  |  |  |  |  |  |  |  |  |  |  |  |
|  |                                                 |  |  |  |  |  |  |  |  |  |  |  |  |  |  |  |
|  | 27. Pauline de Wurtemberg                       |  |  |  |  |  |  |  |  |  |  |  |  |  |  |  |
|  |                                                 |  |  |  |  |  |  |  |  |  |  |  |  |  |  |  |
|  |                                                 |  |  |  |  |  |  |  |  |  |  |  |  |  |  |  |
|  | 3. Astrid de Suède                              |  |  |  |  |  |  |  |  |  |  |  |  |  |  |  |
|  |                                                 |  |  |  |  |  |  |  |  |  |  |  |  |  |  |  |
|  |                                                 |  |  |  |  |  |  |  |  |  |  |  |  |  |  |  |
|  | 28. Christian IX de Danemark                    |  |  |  |  |  |  |  |  |  |  |  |  |  |  |  |
|  |                                                 |  |  |  |  |  |  |  |  |  |  |  |  |  |  |  |
|  |                                                 |  |  |  |  |  |  |  |  |  |  |  |  |  |  |  |
|  | 14. Frédéric VIII de Danemark                   |  |  |  |  |  |  |  |  |  |  |  |  |  |  |  |
|  |                                                 |  |  |  |  |  |  |  |  |  |  |  |  |  |  |  |
|  |                                                 |  |  |  |  |  |  |  |  |  |  |  |  |  |  |  |
|  | 29. Louise de Hesse-Cassel                      |  |  |  |  |  |  |  |  |  |  |  |  |  |  |  |
|  |                                                 |  |  |  |  |  |  |  |  |  |  |  |  |  |  |  |
|  |                                                 |  |  |  |  |  |  |  |  |  |  |  |  |  |  |  |
|  | 7. Ingeborg de Danemark                         |  |  |  |  |  |  |  |  |  |  |  |  |  |  |  |
|  |                                                 |  |  |  |  |  |  |  |  |  |  |  |  |  |  |  |
|  |                                                 |  |  |  |  |  |  |  |  |  |  |  |  |  |  |  |
|  | 30. Charles XV de Suède                         |  |  |  |  |  |  |  |  |  |  |  |  |  |  |  |
|  |                                                 |  |  |  |  |  |  |  |  |  |  |  |  |  |  |  |
|  |                                                 |  |  |  |  |  |  |  |  |  |  |  |  |  |  |  |
|  | 15. Louise de Suède                             |  |  |  |  |  |  |  |  |  |  |  |  |  |  |  |
|  |                                                 |  |  |  |  |  |  |  |  |  |  |  |  |  |  |  |
|  |                                                 |  |  |  |  |  |  |  |  |  |  |  |  |  |  |  |
|  | 31. Louise des Pays-Bas                         |  |  |  |  |  |  |  |  |  |  |  |  |  |  |  |
|  |                                                 |  |  |  |  |  |  |  |  |  |  |  |  |  |  |  |
|  |                                                 |  |  |  |  |  |  |  |  |  |  |  |  |  |  |  |